# Damjan Pejčinoski

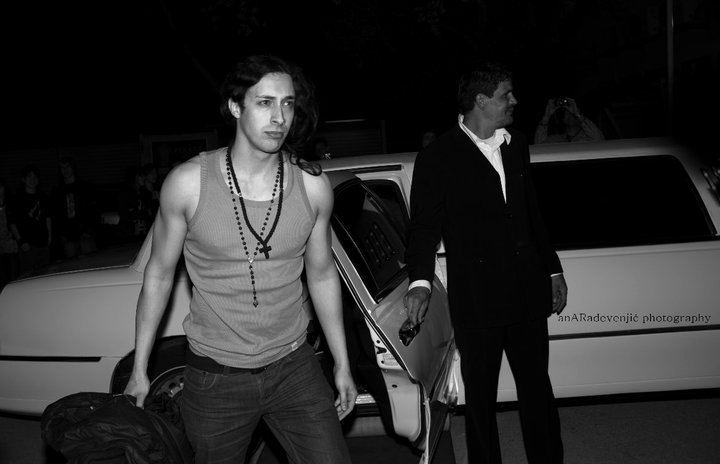
Damjan Pejčinoski (Omish Guitar Fest, 2011)

Damjan Pejčinoski (mazedonisch: Дамјан Пејчиноски, * 25. Oktober 1984 in Ohrid) ist ein mazedonischer Gitarrist, der im zeitgenössischen E-Gitarrenspiel, insbesondere im gitarrenlastigen Fusion Jazz, spielt.

## Leben und Wirken
Pejčinoski begann das Gitarrenspiel im Alter von sechs Jahren. Nach dem Abschluss der Grundschule und des Gymnasiums in seiner Heimatstadt Ohrid, in der er bis heute wohnt, nahm er im Jahre 2003 an der Nationalen Musikakademie „Prof. Pantscho Wladigerow“ in Sofia ein Studium mit einem Vollstipendium in der Fachrichtung Jazz auf, das er mit einem Mastertitel abschloss. Im Laufe seiner musikalischen Laufbahn bestritt Pejčinoski zahlreiche nationale und internationale Auftritte. Im Mai 2010 repräsentierte er sein Land im Rahmen des Eurovision Song Contest in Oslo als Teilnehmer auf der Bühne. Vom 11. April – 14. April 2012 nahm er beispielsweise am bekannten Gitarrenfestival in Omiš teil.

### Instrument
Pejčinoski spielte bis vor kurzem auf einer Music Man Axis, bis ihm PRS (Paul Reed Smith Guitar Company) eine ihm gewidmete Gitarre anfertigte. Somit ist er der erste Musiker aus dem südosteuropäischen Raum, der sich in die Liste von PRS-Spielern wie Carlos Santana, Orianthi, Al Di Meola und Dave Navarro einreihen kann.